# تيد رايت
تيد رايت (بالإنجليزية: Ted Wright)‏ هو لاعب كرة قدم أمريكية أمريكي، ولد في 15 نوفمبر 1913 في سافوي في الولايات المتحدة، وتوفي في 1983.

## وصلات خارجية
- تيد رايت على موقع مرجع كرة القدم المحترفة.كوم (الإنجليزية)